# Хоенлое-Лангенбург
Хоенлое-Лангенбург (на немски: Hohenlohe-Langenburg) е германско-австрийска странична линия на висшия благороднически род фон Хоенлое в Баден-Вюртемберг.
Новата създадена линия се отделя през 1586 – 1590 г. при граф Фридрих в „Лангенбургската странична линия“. Дворецът и господството Лангенбург и господството попада още между 1232 и 1235 г. от господарите фон Лангенбург на господарите фон Хоенлое. Лангенбургите измират през 1253 г.
През 1568 г. Лангенбург става резиденция град на частичното графство и по-късно княжество Хоенлое-Лангенбург, когато граф Волфганг фон Хоенлое (1546 – 1610), синът на Лудвиг Казимир фон Хоенлое († 1568), мести двора си в замъка.

## Графове на Хоенлое-Лангенбург
- Волфганг фон Хоенлое-Вайкерсхайм (1546 – 1610) от 1606 г. граф в Лангенбург
- Фридрих фон Хоенлое-Лангенбург (1553 – 1590), граф на Хоенлое-Лангенбург
- Филип Ернст (1584 – 1628), граф на Хоенлое-Лангенбург (1610 – 1628)
- Хайнрих Фридрих (1625 – 1699), шеф на род Хоенлое-Лангенбург
- Албрехт Волфганг (1659 – 1715), граф на Хоенлое-Лангенбург (1699 – 1715)

## Князе на Хоенлое-Лангенбург
- Лудвиг (1696 – 1765), граф фон Хоенлое-Лангенбург; през 1764 г. издигнат на 1. имперски княз
- Кристиан Албрехт (1726 – 1789), 2. княз на Хоенлое-Лангенбург и нидерландски генерал-лейтенант
- Карл Лудвиг (1762 – 1825), 3. княз на Хоенлое-Лангенбург
- Ернст I (1794 – 1860), 4. княз на Хоенлое-Лангенбург и генерал-майор
- Карл (1829 – 1907), 5. княз на Хоенлое-Лангенбург (1860), родител на князете на Вайкерсхайм
- Херман (1832 – 1913), 6. княз на Хоенлое-Лангенбург
- Ернст II (1863 – 1950), от 1900 до 1905 регент на Саксония-Кобург и Гота

## Шефове на рода след 1918
- Ернст II фон Хоенлое-Лангенбург (1863 – 1950), до 1950
- Готфрид фон Хоенлое-Лангенбург (1897 – 1960), от 1950 до 1960
- Крафт фон Хоенлое-Лангенбург (1935 – 2004), от 1960 до 2004
- Филип фон Хоенлое-Лангенбург (* 1970), от 2004

## Други членове на рода
- Аделхайд фон Хоенлое-Лангенбург (1835 – 1900), чрез женитба херцогиня на Шлезвиг-Холщайн-Зондербург-Аугустенбург
- Феодора фон Лайнинген (Феодора фон Хоенлое-Лангенбург; 1807 – 1872), чрез женитба княгиня на Хоенлое-Лангенбург
- Феодора фон Хоенлое-Лангенбург (1839–1872), чрез женитба херцогиня на Саксония-Майнинген
- Йохана София фон Хоенлое-Лангенбург (1673 – 1743), чрез женитба графиня на Шаумбург-Липе
- Леополдина фон Баден (Леополдина фон Хоенлое-Лангенбург; 1837 – 1903), чрез женитба княгиня на Хоенлое-Лангенбург
- Луиза Елеонора фон Хоенлое-Лангенбург (1763 – 1837), херцогиня и от 1803 до 1821 регентка на Саксония-Майнинген